# Puente de Arcediano

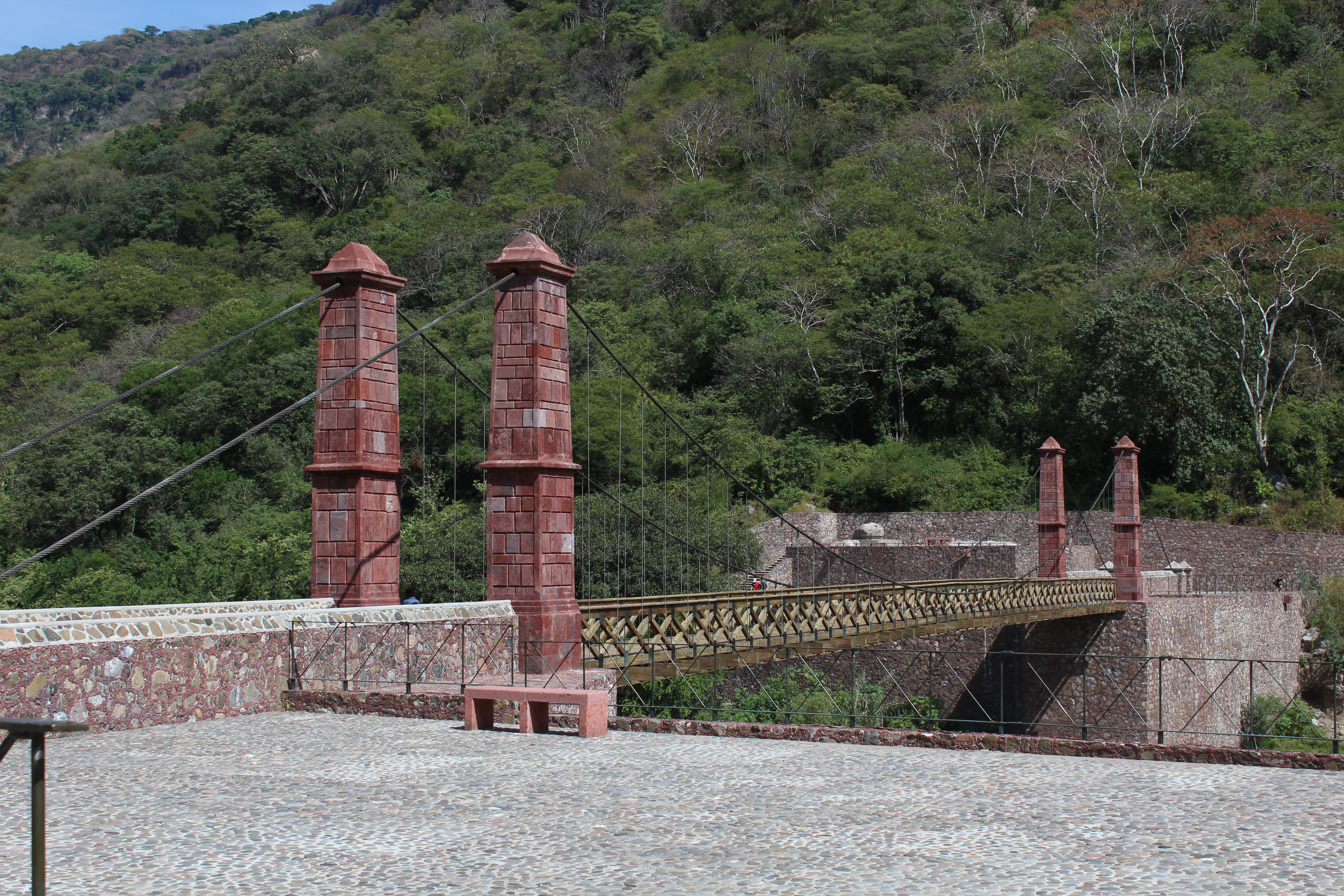
Nuevo puente de Arcediano, construido un km río abajo del puente original y abierto al público en 2013

El puente de Arcediano fue el segundo puente colgante en México y el tercero en el continente americano. (El primero es el puente de Brooklyn en Nueva York.) Su ubicación original era la comunidad de Arcediano, en la barranca de Huentitán, en el municipio de Guadalajara.
Fue construido en 1894 por el ingeniero Salvador Collado como auxiliar en el cruce del entonces muy caudaloso río Grande de Santiago. Guadalajara entonces estaba conectada por un solo camino directo con las poblaciones de Ixtlahuacán del Río, Cuquío, Yahualica, Teocaltiche y Zacatecas, y este puente sirvió de paso para que varios poblados que se encontraban completamente aislados tuvieran comunicación con otras poblaciones. También benefició el comercio y diversas actividades que en aquel entonces ayudaron al desarrollo de algunas poblaciones aledañas.
El puente fue desmontado en 2005 por autoridades estatales y municipales para dar paso a la construcción de la controvertida presa de Arcediano, siendo reubicado posteriormente. Para dicha reubicación se contó con la presencia de las compañías Infraestructura San Miguel, Punto Proyecta Constructores y Mecanosa Systems.